# Добеши, Ингрид
Ингрид Добеши (фр. Ingrid Daubechies; р. 17 августа 1954 года, Бельгия) — бельгийско-американский математик, именной профессор университета Дьюка.
Член Национальной академии наук США (1998), Американского философского общества (2003), иностранный член Французской академии наук (2009).
Баронесса Бельгии (2014).

## Биография
Родилась в бельгийском городе Хаутхален-Хелхтерен. Получила степени бакалавра и доктора философии по физике в Брюссельском свободном университете, где затем преподавала более десяти лет.
С 1987 года работала в лабораториях AT & T Bell, где специализировалась по вейвлетам. Одновременно преподавала в Мичиганском и Рутгерсском университетах. В 1994 году стала первой женщиной-профессором математики в Принстонском университете. С 2011 года именной профессор математики в Дьюкском университете. Член Американской академии искусств и наук. В 2010 году была избрана первой женщиной-президентом Международного математического союза на срок с 2011 по 2014 год. Член Лондонского (почётный, 2007) и Американского (2012) математических обществ. Экс-член Совета НАН США (по 2020).
Более всего известна работами в области вейвлет-анализа и сжатия изображений; наибольший вклад в науку внесла созданием, развитием и популяризацией теории вейвлетов с компактным носителем, в частности семейства вейвлетов Добеши — дальнейшего развития простейшего вейвлета Хаара, а также биортогонального вейвлета Коэна — Добеши — Фово (Cohen–Daubechies–Feauveau wavelet).
В 1987 году вышла замуж за учёного Роберта Кальдербанка. У них двое детей: Майкл и Кэролин.

## Награды и отличия
- Премия Луи Эмпейна по физике (1984)
- Стипендия Макартура (1992)
- Премия Стила «за математическое описание» (1994)
- Премия Рут Литл Саттер по математике (1997)
- Эйлеровская лекция (1998)
- Золотой юбилейный приз Института инженеров электротехники и радиоэлектроники (IEEE) за технологические инновации (1998)
- Maryam Mirzakhani Prize in Mathematics[англ.] (2000)
- Премия Эдуарда Рейна (2000)
- Гиббсовская лекция (2005)
- Нётеровский чтец (2006)
- Стипендия Гуггенхайма (2010)[8]
- Лекция Джона фон Неймана (2011)
- Премия Стила «за основополагающий вклад в исследования» (2011)
- Медаль Бенджамина Франклина в номинации «Электротехника» (2011)
- Премия Окава (2011)
- Премия Неммерса по математике (2012)
- BBVA Foundation Frontiers of Knowledge Award (2012)
- William Benter Prize in Applied Mathematics (2018, первая удостоенная женщина)[9]
- Премия Л’Ореаль — ЮНЕСКО «Для женщин в науке» (2019)
- Премия принцессы Астурийской (2020)
- Бейкеровская лекция (2025)
- Национальная научная медаль США (2025)[10]

Удостоена нескольких почётных степеней от европейских университетов, почётный доктор Оксфорда (2013).

## Труды
- Добеши И. Десять лекций по вейвлетам. — Ижевск: РХД, 2001. — 464 с. — ISBN 5-93972-044-7.